# Aeropuerto Nyaung U
El Aeropuerto Nyaung U (en birmano: ပုဂံညောင်‌ဦးလေဆိပ်; (IATA: NYU, OACI: VYBG); también conocido como Aeropuerto Nyaung Oo, o Aeropuerto de Bagan-Nyaung Oo) es la principal puerta de entrada a Bagan y aledaños.

## Aerolíneas y destinos
- Air Bagan (Mandalay, Rangún)
- Air Mandalay (Heho, Mandalay, Thandwe, Rangún)
- Myanma Airways (Heho, Rangún)
- Yangon Airways (Heho, Mandalay, Rangún)

- Datos: Q1320347
- Multimedia: Nyaung U Airport / Q1320347